# Harvey Beaks
Harvey Beaks es una serie de televisión animada creada por C.H. Greenblatt y transmitida por la cadena de televisión infantil Nickelodeon estrenada el 28 de marzo de 2015. Harvey Beaks sigue la vida de un dulce pájaro y sus dos mejores amigos, Fee y Foo. 
Greenblatt había creado previamente un show en Cartoon Network llamado Chowder y había empezado su propio nuevo proyecto que terminó en el año 2010. Greenblatt primeramente dio luz verde a un nuevo proyecto para Nickelodeon llamado Bad Seeds que eventualmente fue confirmado en septiembre de 2013 lanzando un pequeño episodio piloto de 11 minutos, pero tuvo que cambiar el nombre debido a cuestiones de marcas.

## Sinopsis
"Las reglas se hicieron para romperse" es un modismo que está a punto de hacerse realidad para los jóvenes de Harvey Beaks, un ave con una cabeza grande y un corazón aún más grande. 
Su deseo de seguir las reglas está a punto de ser probado por sus mejores amigos gemelos, Fee y Foo, que no acaten las reglas. Harvey siempre ha querido divertirse, pero sus improbables amigos están ayudando a llevar a cabo su lado salvaje. 
Las aventuras del trío salvaje toma increíbles aventuras que incluyen la lucha contra una banda de ardillas y el robo de bicicletas con un mapache gruñón. Sea como sea Harvey, Fee y Foo están haciendo dos cosas muy ciertas: se están divirtiendo pero haciendo algunos problemas para hacerlo.

## Personajes

### Personajes principales
- Harvey Beaks es protagonista principal del show, que dice ser de 9 años de edad. Él es un dulce, afable pájaro cian que es el mejor amigo de Fee y Foo. Además, no le gusta ser rechazado por nadie.
- Fee, ella es una de las mejores amigas de Harvey y es hermana "gemela" de Foo. es grosera, pero es agradable sin embargo. A pesar de que a veces es un poco dura con Havey, Fee es muy amable con él, y ella hace lo que puede para ayudarlo.
- Foo, él es uno de los mejores amigos de Harvey y hermano "gemelo" de Fee. Él tiene una personalidad similar a Fee y son por lo general son inseparables. Foo dice que considera una cuota ser como un hermano para Harvey.

### Personajes secundarios
- Miriam Beaks es la mamá de Harvey. Ella trabaja como bibliotecaria.
- Irving Beaks es el papá de Harvey. A menudo se le ve llevando un huevo que pertenece a él y Miriam en donde un porta bebé, y hermana de Harvey.
- Michelle Beaks es la hermana pequeña de Harvey.
- Dade es un conejo mofletudo que tiene una obsecion muy grande por Harvey y un aborrecimiento de Fee y las payasadas de Foo. Él es el más antiguo de sus muchos hermanos y hermanas.[3]
- Claire es un zorro hembra joven con gafas. Ella está enamorada de Foo.[4]
- Princess Roberts es una desagradable búho hembra que lleva un vestido de color rosa y una tiara. Princess es malhumoradoa egoísta y extremadamente mimada. Su padre es el doctor Roberts. Se caracteriza por llevar una voz gruesa.[3]
- Techno Bear es un inteligente oso pardo fanático de la tecnología. Él es muy leal a Harvey. Él es también un fan de la música rap.
- Kratz es un zorrillo que lleva los pantalones de color marrón que se van hasta la cintura. Se rocía gas cuando está asustado y nervioso.
- Rooter es un jabalí común que tiene una gran Mohicano. Harvey dice que Rooter tiene experiencia en sobrevivir en la naturaleza
- Piri Piri es un pájaro amarillo hembra que es la mejor amiga de Claire. Ella es también un artista. Ve bien en todo, hasta en Foo. Su nombre hace referencia a una cosecha africana del mismo nombre. En el capítulo del especial de halloween, apareció que estaba apuno de besar a Rooter, y está enamorada de Harvey.
- Jeremy es un grande y peludo hongo con una trompa de elefante y tiene una voz como la de Mickey Mouse.[3]

## Episodios
| Temporada | Temporada | Episodios | Estados Unidos      | Estados Unidos          | Latinoamérica        | Latinoamérica           | España               | España                  |
| Temporada | Temporada | Episodios | Comienzo            | Final                   | Comienzo             | Final                   | Comienzo             | Final                   |
| --------- | --------- | --------- | ------------------- | ----------------------- | -------------------- | ----------------------- | -------------------- | ----------------------- |
|           | 1         | 26        | 28 de marzo de 2015 | 10 de junio de 2016     | 6 de junio de 2015   | 6 de agosto de 2016     | 5 de junio de 2015   | 27 de julio de 2016     |
|           | 2         | 26        | 13 de junio de 2016 | 29 de diciembre de 2017 | 13 de agosto de 2016 | 20 de diciembre de 2017 | 22 de agosto de 2016 | 21 de diciembre de 2018 |

## Doblaje
| Personaje        | Actor original (EE.UU)                                     | Actor de doblaje (Hispanoamérica)             | Actor de doblaje (España) | Actoe de doblaje (Japón) |
| ---------------- | ---------------------------------------------------------- | --------------------------------------------- | ------------------------- | ------------------------ |
| Harvey Beaks     | Max Charles                                                | Yojeved Meyer                                 | Roser Vilches             | Shizuka Ishigami         |
| Fee              | Angelina Wahler                                            | Lileana Chacón                                | Marta Ullod               | Misato Fukuen            |
| Foo              | Jackson Brundage (primeros episodios) Tom Robinson (resto) | Rolman Bastidas Reinaldo Rojas (algunos eps.) | Ariadna Jiménez           | Jun Fukuyama             |
| Irving Beaks     | Scott Adsit                                                | José Gregorio Quevedo                         | Dani Albiac               | Biichi Satō              |
| Miriam Beaks     | Kerri Kenney-Silver                                        | Lileana Chacón                                | Teresa Manresa            | Atsuko Tanaka            |
| Michelle Beaks   | Kari Wahlgren                                              | Lileana Chacón                                | Chelo Vivares             | Marina Inoue             |
| Dade             | C.H. Greenblatt                                            | Eder La Barrera                               | Chelo Molina              | Yūki Kaji                |
| Claire           | Nicole Weeder                                              | Arelys González                               | Elisabet Bargalló         | Atsuko Tanaka            |
| Piri Piri        | Madeleine Curry                                            | Angie Mallo                                   | Teresa Manresa            | Amina Satō               |
| Princess Roberts | Andres Salaff                                              | David Silva                                   | Albert Trifol Segarra     | Kenji Nomura             |
| Oso Techno       | Mason Vaughn                                               | Rocío Mallo                                   | Chelo Vivares             | Mao Ichimichi            |
| Kratz            | Matthew Zhang                                              | Juan Guzmán                                   | Alfonso Mendoza           | Kappei Yamaguchi         |
| Rooter           | Laz Meiman                                                 | Luis García                                   | Teresa Manresa            | Junji Majima             |

- Al igual que el show anterior (Chowder), Harvey Beaks ha ofrecido a niños actores que prestaron sus voces para estos pequeños personajes en inglés.